# Rahovec

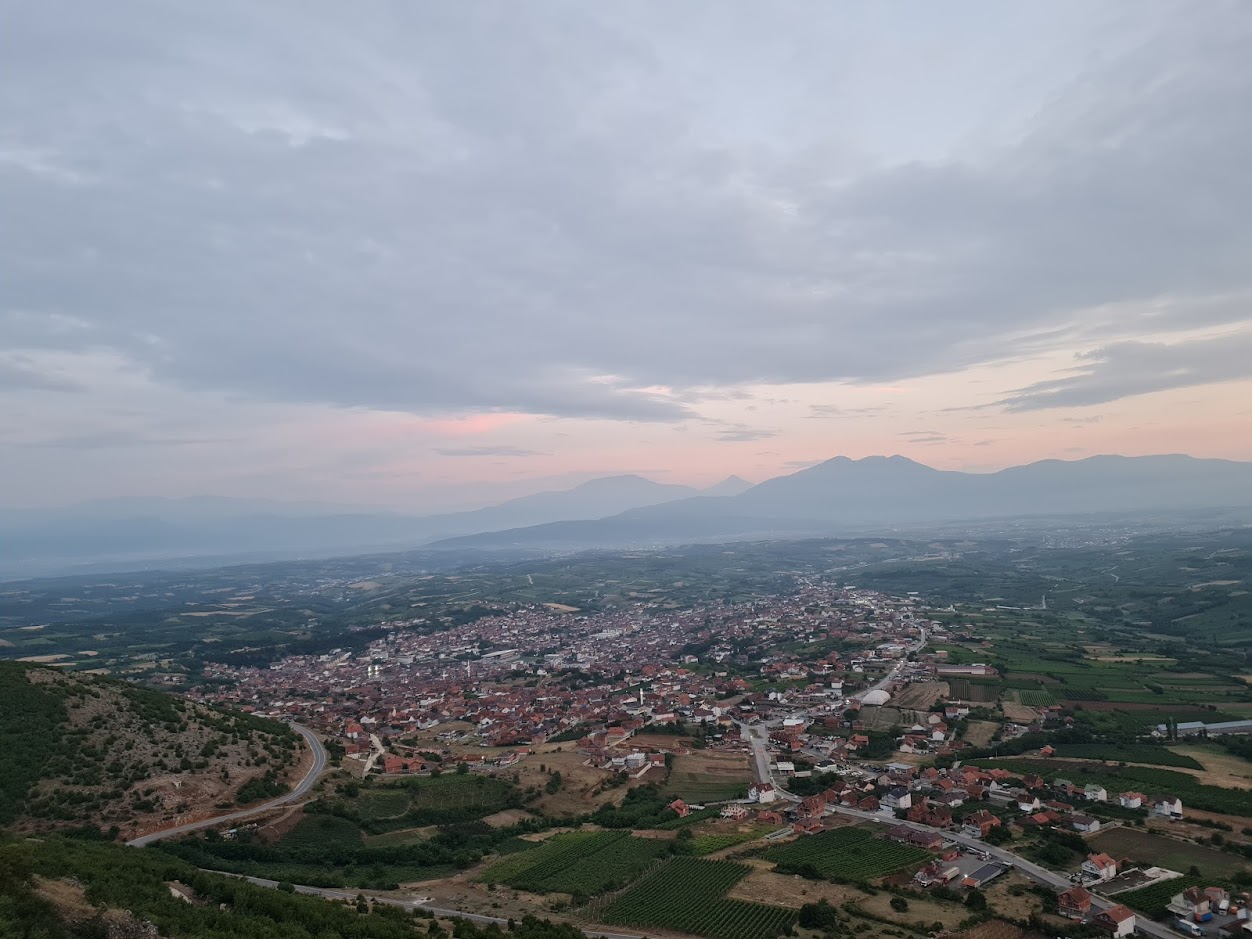
Aussicht über Rahovec von der „Maja e Shkodranit“ aus

Rahovec (albanisch auch Rahoveci, serbisch Ораховац Orahovac) ist eine Stadt im Kosovo, etwa 20 Kilometer östlich der Stadt Gjakova und 30 Kilometer nördlich der Stadt Prizren. Die Stadt hat rund 16.000 Einwohner; die Gemeinde Rahovec, die noch weitere 35 Dörfer umfasst, zählt etwa 56.200 Einwohner.
In der Großgemeinde stellen die Albaner die Mehrheit und die Serben neben anderen Gruppen die größte Minderheit. In Rahovec leben sie im nördlichen, höher gelegenen Teil der Stadt sowie in Velika Hoča, einem nahe gelegenen Dorf. Ein paar Kilometer außerhalb liegt das serbisch-orthodoxe Kloster der Heiler St. Cosmas und Damian aus dem 13. Jahrhundert. Andere Minderheiten sind die Roma sowie die Aschkali oder „Ägypter“, sie stellen mit den Serben gemeinsam knapp 2 % der Gesamtbevölkerung Rahovecs.

## Geschichte
Bereits in der Antike hat es an der Stelle des heutigen Rahovec eine Siedlung gegeben. Dies wird belegt durch mehrere Ausgrabungen (darunter Münzen, große Gefäße, Speerspitzen und weiteres), die während der 1950er-Jahre im Rahmen von städtebaulichen Maßnahmen gefunden wurden.
Der heutige Ort wird 1348 zum ersten Mal erwähnt als Rahovc und Rahuaz

## Wirtschaft
Die Hauptwirtschaftsgrundlage der Stadt ist der Weinbau und die Plastikherstellung.

## Bevölkerung
Laut der 2011 durchgeführten Volkszählung leben in der Stadt Rahovec 15.892 Einwohner. Hierunter waren 15.467 (97 %) Albaner, 281 (1,8 %) Roma, Aschkali und Balkan-Ägypter und 85 Serben.
| Volkszählung | 1913 | 1919 | 1924 | 1948 | 1953 | 1961 | 1971   | 1981   | 1991   | 2011   |
| ------------ | ---- | ---- | ---- | ---- | ---- | ---- | ------ | ------ | ------ | ------ |
| Einwohner    | 4529 | 3478 | 3512 | 5600 | 6411 | 7373 | 10.080 | 13.134 | 18.296 | 15.892 |

## Soziales
Die deutsche Organisation Schüler Helfen Leben ist seit dem Jahre 2001 im Ort tätig und betreibt dort ein Jugendzentrum mit zwei Teilen, eines im serbischen und eines im albanischen Teil der Stadt. Die deutsche Organisation AMICA e. V. arbeitet seit 2000 in der Stadt und bietet dort neben Projektzentren für Frauen und Mädchen auch Gruppen für Kinder mit Behinderungen an.

## Kultur
Die sprachliche Besonderheit des Ortes ist dessen serbische Mundart namens Oravački, die allen nationalen Gruppen gemeinsam ist.